# Olaf Scholz
Olaf Scholz (n. 14 iunie 1958, Osnabrück, Germania) este un politician german, membru SPD. Între 8 decembrie 2021 și 6 mai 2025 a fost cancelarul federal al Germaniei.

## Biografie
Scholz a fost ministru de interne al landului Hamburg din mai până în octombrie 2001 și ministru federal al muncii și problemelor sociale al Republicii Federale Germania din noiembrie 2007 până în octombrie 2009. Din 2011 până în 2018 a fost primar general al orașului Hamburg. Din anul 2018 a fost ministru federal de finanțe și vicecancelar în cabinetul condus de Angela Merkel.
După câștigarea alegerilor federale din 2021 a purtat negocieri cu Verzii și cu FDP pentru constituirea noului cabinet, devenind cancelar al Germaniei la 8 decembrie 2021.